# Qazan
Qazan ou Kâzân, fils de Yasa'ur, est un khan djaghataïde qui règne sur la Transoxiane, partie du khanat de Djaghataï, depuis sa résidence de Qarchî, de 1343 à sa mort en 1346. 

## Biographie
Il devient le jouet de la classe dirigeante turque. Le pouvoir de fait est entre les mains de l’émir Kazgan, dont les fiefs s’étendent au nord de l’Amou-Daria. Il semble qu'il ait tenté de secouer le joug de la noblesse turque qui l'avait mis sur le trône. En 1346 Kazgan se révolte contre lui. Qazan est d'abord vainqueur au nord des Portes de fer. Kazgan aurait eu l'œil crevé dans le combat. Mais Qazan n'exploite pas sa victoire et hiverne à Karchi après avoir licencié une partie de ses troupes.  Kazgan l'attaque à nouveau et le tue dans un combat près de Karchi. Il attribue le trône de Transoxiane à un descendant d’Ögödei, Dânich-mendiya.
La fille de Qazan, Bibi Khanoum, épousera Tamerlan.